# 吉野鉄道電機1形電気機関車
吉野鉄道電機1形電気機関車（よしのてつどうでんき1がたでんききかんしゃ）は、吉野鉄道（現在の近鉄吉野線の前身）が保有した直流用電気機関車の一形式である。吉野鉄道の大阪電気軌道による吸収合併、大阪電気軌道を中心とした私鉄統合によって関西急行鉄道を経て近畿日本鉄道（近鉄）へ承継された。

## 導入経緯
現在の近鉄吉野線は、吉野軽便鉄道（1913年に吉野鉄道に社名変更）により1912年（明治45年）に鉄道院和歌山線吉野口駅から吉野駅（現在の近鉄六田駅）間が開業し、さらに吉野口駅から高市郡方面に延伸し鉄道院桜井線畝傍駅へ接続するとともに、輸送能力を増強するために全線電化することとして1923年（大正12年）12月5日に吉野口駅 - 橿原神宮前駅間、1924年（大正13年）11月1日には橿原神宮前駅 - 畝傍駅間、計12.8kmが開通したものであり、あわせて電化も実施されている。
この電化および路線延長に際して、吉野鉄道では木道電車であるテハ1形8両、テハニ100形2両、ホハ11形6両、ホハニ111形2両とともに、貨物列車牽引用として電気機関車を用意することとして、本稿で記述する電機1形1-3号機の3両を1924年 - 1925年に導入している。本形式は電機部分をスイスのブラウン・ボベリ(BBC) が、機械部分を同じくスイスのスイス車両エレベーター製造(SWS)が製造しており、その際の設計要件は以下の通り。
- 軌道は軌間1,067mm、最急勾配20パーミル（新規開業予定区間では33パーミル）で、最小曲線半径は通常部160m、分岐器部120m、許容軸重8tとする。
- 架線電圧は変電所の送出し電圧が直流1,500V、パンタ点では直流1,400Vとし、架線はシンプルカテナリー式で軌道面上高は4.1-5.2mとする。
- 木材を主とした貨物列車の牽引に使用するが、必要な場合には旅客列車の牽引にも使用する。
- 150tの列車を平坦線で40km/h、20パーミルの勾配では19km/hで牽引するため、架線電圧1400Vでの連続定格出力を176kW（回転数750rpm）に設定する。
- 鉄道省（当時）の車両と同仕様のねじ式連結器を装備する。

また、各機体の製造年ごとの機番は以下の通り
- 電機1形
  - 1924年：1
  - 1925年：2-3

本形式は、車体の屋根を前方に延長して庇とした前面形状、四隅のうち上部2箇所にRが付いた窓、大型のパンタグラフ、独特の形状の排障器など、スイス製電気機関車としての特徴を備えているほか、他のスイス国内向けの凸型電気機関車にもいくつかの事例がある、前後のボンネットを左右に分割した形状として中央に貫通路と主電動機点検口を備えた形態となっていることが特徴となっている。

## 車体・台車

### 車体
- 車体は圧延形鋼を組立てた台枠[6]の上に凸型のものを載せ、前後端部にはデッキを備えている。車体前後のボンネットは左右に分割されて中央部が貫通路となっており、車体中央の運転室の前後には貫通扉が、車体前後端部には貫通渡り板が設置されている。また、貫通路の床面の主電動機直上部には片側2箇所ずつ、計4箇所の主電動機点検口が設置されており、保守の便を図っている[6]。このほか、本形式の形態上の特徴としては、ボンネットや運転室の横部に台枠から張出す形で幅の狭い歩み板が設けられている点や、運転室上部中央に配置されている前照灯のほか、端梁左側にも大型の白色灯が設置されている点が挙げられる。
- ボンネット内には主抵抗器、主開閉器、電動空気圧縮機、蓄電池、電力ヒューズ類が設置されて、ボンネットの上部および側面下部には通気口が、側面には点検口がそれぞれ設置されている[6]。また、ボンネットや運転室内の機器の点検蓋の一部は集電装置の操作用バルブと連動して通電時には解放できないようになっており、点検者の安全を図っている[6]。
- 運転室内には前後に運転台が設置されており、正面貫通扉を挟んで左側には主制御器と空気ブレーキハンドルが[注 9]が設置されるほか、パンタグラフや主開閉器操作用の空気バルブ、各種スイッチ・メーター類が設置されている[6]。

### 台車
- 圧延鋼板と圧延型鋼とを組み立てた、板台枠構造の2軸ボギー台車を2基備える[6][注 10] 。
- 軸箱はすべり軸受で軸ばねは重ね板ばねとなっており[6]、台車の車両端側先頭部には、スイス製電気機関車に多く装備されている大型で台形の排障器が設置されているほか、両先頭の動輪には砂撒き装置が設置されており、砂箱はボンネット先端部に設置され、ボンネット内側に砂箱蓋が設けられている。

## 主要機器

### 主電動機
- 主電動機はBBC製のGDTM 6自己通風式直流直巻整流子電動機（端子電圧700V時1時間定格出力44.1kW、定格回転数750rpm）を各台車に2基ずつ計4基搭載している。この主電動機は同社製の路面電車用の電動機と同様の構造のものとなっており、台車ごとの2基が直列に接続されて、この2基1組×2群の主電動機群を主制御器で直列・並列に接続を切り替えて制御している[13]。
- 主電動機は各台車の動軸の内側に吊り掛け式に装荷されており、駆動装置の歯数比は4.93となっている[6]。

### 制御器
- 制御器はBBC製で、運転室内に装備された主制御器とボンネット内に搭載した主抵抗器によって主電動機を直並列組合せ制御/抵抗制御で制御をしており、併せて発電ブレーキ機能を装備して[13]、山岳線での連続下り勾配区間運行時に踏面ブレーキを多用した際の摩擦熱・熱膨張によるタイヤ弛緩を回避している。
- 主制御器は日本における使用電圧1500Vの電気機関車としては例の少ない[14]直接制御式[注 11]で、縦軸式の手動カム軸接触器式直接制御器を運転室内に前後各1基ずつ搭載する[13]。
- 本形式の直接制御器は使用電圧が1500Vであることから、路面電車などに使用されるコンタクトフィンガーとセグメントを使用した一般的なものとは異なり、電動カム軸接触器式などと同等の、カムシャフトで動作する接触器を使用して一部接点にはブローアウトコイルとアークシュートも装備されるものとなっている[13]。主制御器のハンドルはスイスやドイツでは一般的な円環状のハンドルとなっており、これを回転させて直列6段、並列4段、反対側に回転させて発電ブレーキ7段の制御となっている[13]ほか、逆転ハンドルの操作により、主電動機故障時等に台車毎の2基の主電動機を主回路から解放することが可能となっている[13]。
- ボンネット内に設置された空気動作式の主開閉器[注 12]は運転台でのバルブ操作により遠隔操作が可能となっている[6]。

### ブレーキ装置
- ブレーキ装置は主制御器による電気ブレーキとして発電ブレーキ機能を装備するほか、ウエスティングハウス[注 13]製の空気ブレーキ [注 14]と手ブレーキを装備している [6] 。
- 基礎ブレーキ装置は各動輪の前後から制輪子で締付けて制動する両抱き式踏面ブレーキを装備し、手ブレーキを使用した場合でも全ての制輪子が作用する[6]。

### 補機類
- 集電装置は大型の空気上昇式菱枠パンタグラフを車体屋根上中央部に1基搭載する。
- 電動空気圧縮機は架線電圧で動作する容量590l/minのGC2をボンネット内に搭載しており、主開閉器、パンタグラフおよび空気ブレーキ装置に4.0-6.5kg/sm2の圧縮空気を供給する[13]。

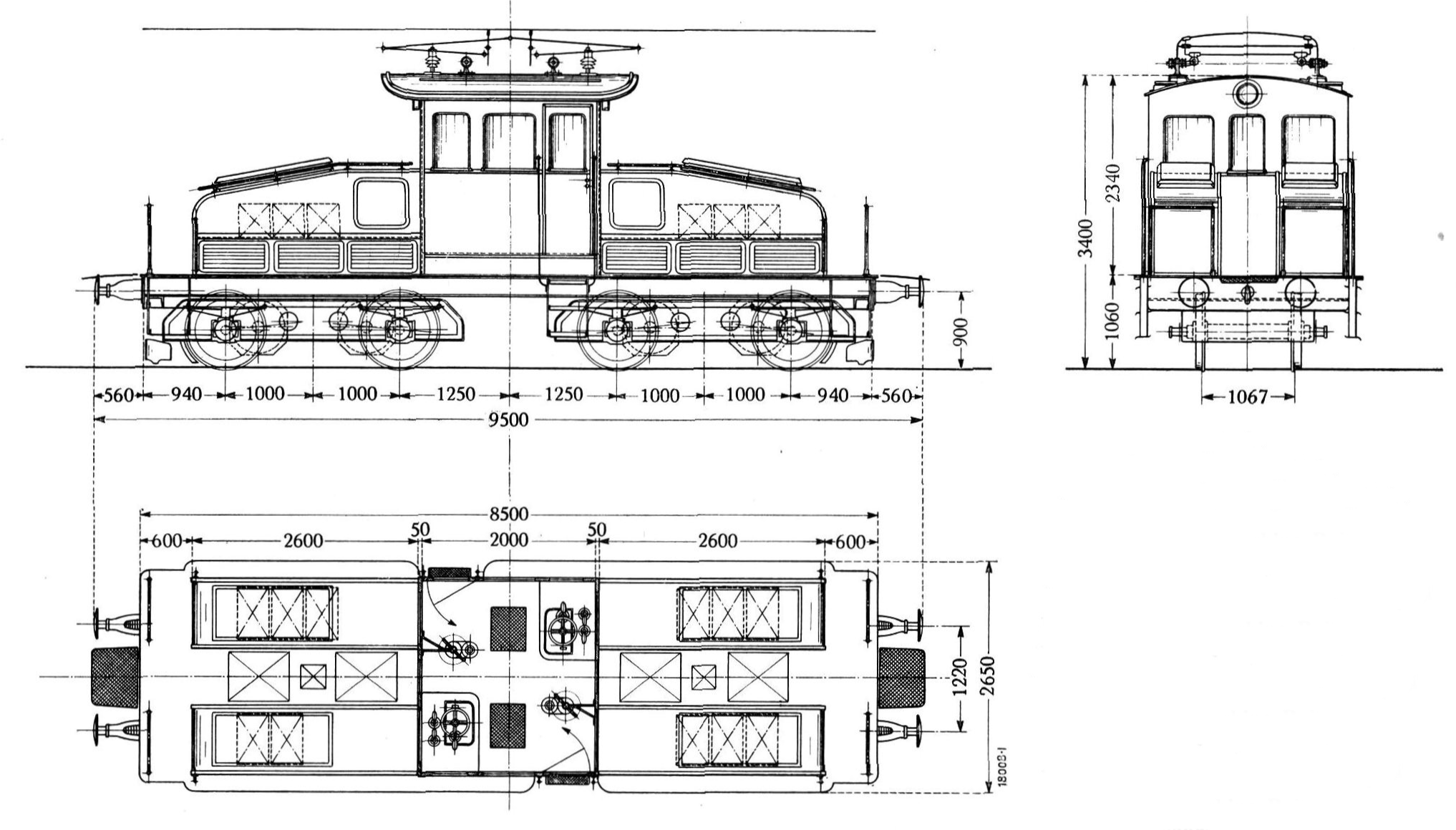
形式図
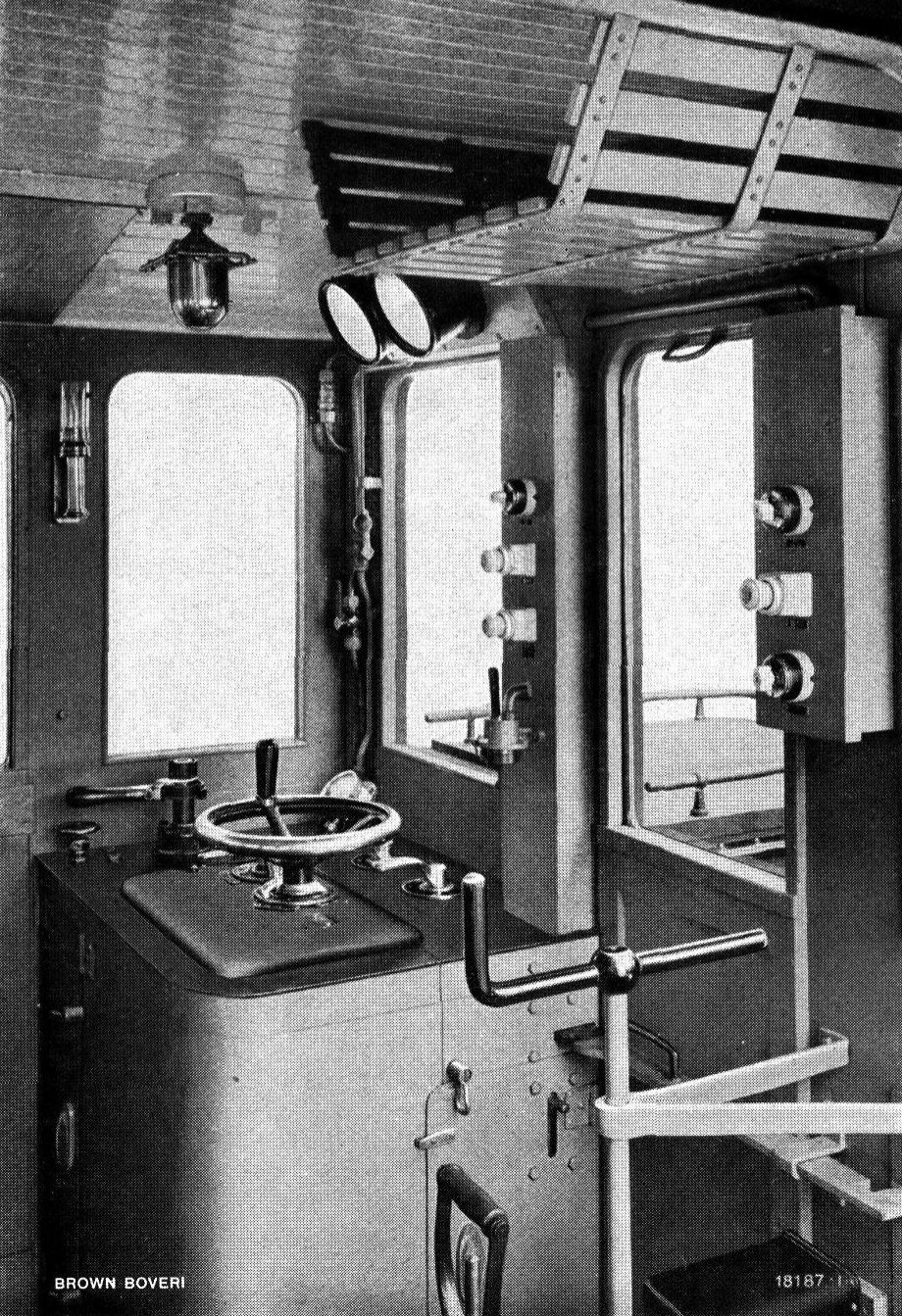
運転室内灯、前照灯などの低圧電源系は直流12Vを使用しており、ボンネット内に蓄電池を搭載しているほか、運転室内の暖房装置は架線電圧を直接使用するものとなっている[13]。
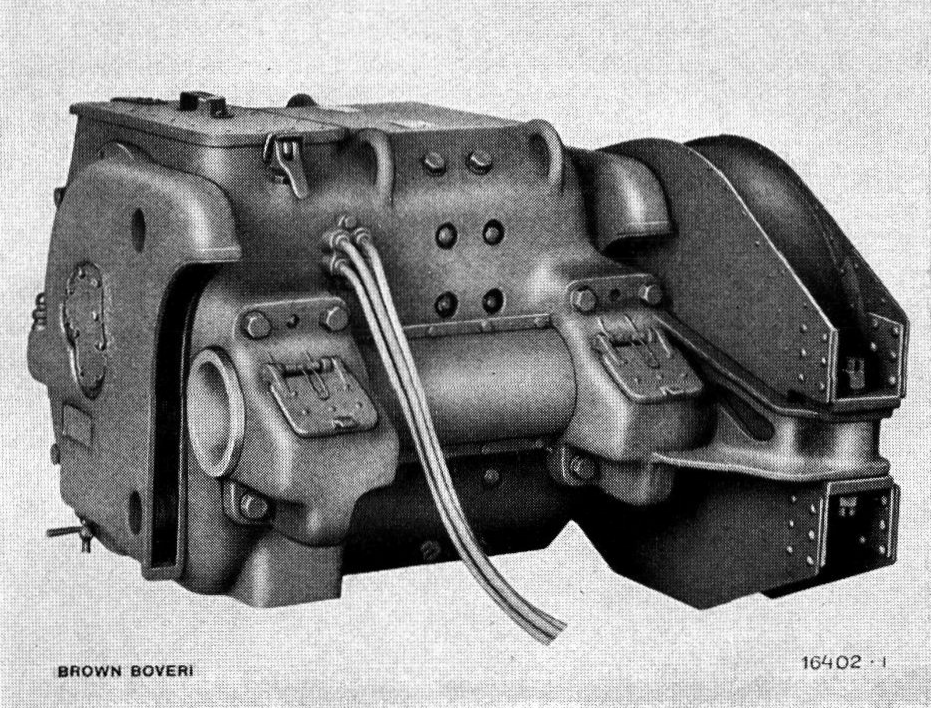
BBC製の主電動機GDTM 6および駆動装置
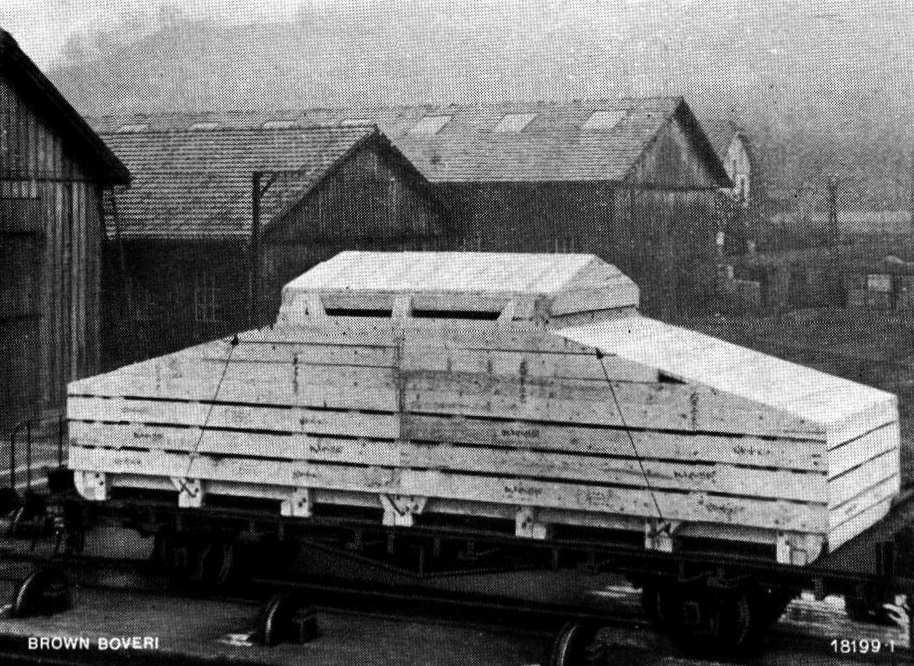
メーカー出荷時の状態

- 形式図 [9]
- 運転室内[6]
- BBC製の主電動機GDTM 6および駆動装置[9]
- メーカー出荷時の状態[13]

## 改造
- 1929年の大阪鉄道直通運転開始に際して導入されたモハ201形・サハ301形電車[注 15]や電機51形電気機関車[注 16]は当初より並形自動連結器を装備しており、本形式もねじ式連結器から自動連結器に交換をしている。
- 1951年に、デ61形[注 17]と同様[5]の凸型車体に改造されている。改造後の車体は中央の車体部分が比較的長く、ボンネットが短くなり、また、妻面に乗降扉を設けたため、ボンネットが前後互い違いにオフセットしたものとなっている。
- 1959年の大阪線への転属に際し、デ81形デ81-デ83号機へ改番するとともに軌間を1067mmから1435mmへ変更している[5]ほか、主制御器を原形の直接制御式のものから間接制御式のものに交換している[15]一方で台車は引続き板台枠式のものを装備している。

## 運用
- 新造後は吉野鉄道線を主体とする区間で地元特産の吉野杉を主体とする木材輸送用貨物列車を牽引している。なお、当時の貨車、客車の保有状況は以下のとおりである一方、電化後も本形式と並行して従来からの蒸気機関車のうちコッペル製Cタンク式の4-6号機を存置していたほか、本形式が客車列車を牽引したかは不明である[注 18]。
  - 貨車：有蓋車10両、無蓋車52両（1924-28年）
  - 客車：8両（1924-28年）
- 吉野鉄道は1928年3月25日に旧吉野駅（現六田駅）から吉野川を渡った吉野山下千本の新しい吉野駅までの4.4kmが延長され、この際に旧・吉野駅は六田駅と改称している。
- 1929年8月1日に吉野鉄道が大阪電気軌道と合併してデ1形3-5号機に改番し[5]、同社吉野線[16]および1929年から直通運転を開始していた大阪鉄道線（現近鉄南大阪線）で貨物列車を牽引している[5][15]。なお、電機1形1-3号機からデ1形3-5号機への改番は大阪電気軌道と参宮急行電鉄が関西急行鉄道に統合した1941年であるとする文献もある[17]。
- 1944年6月1日に関西急行鉄道と南海鉄道が統合して近畿日本鉄道が発足したことに伴い、近鉄の前身となった事業者の様々な小型電気機関車を全てまとめてデ1形に統一しており、本形式もデ1形デ3-デ5号機に改番されている。なお、デ1形デ1-デ9号機の分類は以下の通り。
  - デ1-デ2：1927年製の旧伊勢電気鉄道501形501-502号機（関西急行鉄道時代の1941年の形式変更でデ1形1-2号機となる）
  - デ3-デ5：本形式
  - デ6-デ7：1923年製の旧揖斐川電気1-2号機
  - デ8-デ9：1926年製の旧伊賀電気鉄道デ1-デ2号機
- 近畿日本鉄道が発足した後も本形式は引続き南大阪線と吉野線で使用されていたが、1959年11月の名古屋線の1067mm軌間から1435mm軌間への改軌に伴い[15]、同年に1435mm軌間用に改造されて大阪線に転属してデ81形デ81-デ83号機に改番されており、その後は主に工事用列車の牽引に使用されている[5]。
- 1970年には本形式はデ35形デ35-デ37号機に再度改番されて[18]使用されていたが、1976年に全車廃車となった[5]。